# Neoactumnus
Neoactumnus is een geslacht van kreeftachtigen uit de klasse van de Malacostraca (hogere kreeftachtigen).

## Soorten
- Neoactumnus convexus Sakai, 1965
- Neoactumnus unispina Garth & Kim, 1983